# Максин, Вячеслав Владимирович
Вячесла́в Влади́мирович Ма́ксин (20 января 1928, Ртищево — 2 мая 2007, Москва) — русский художник, создатель шрифтов, автор логотипов газет «День» и «Завтра». Член Союза художников России.

## Биография
Вячеслав родился 20 января 1928 года в селе Ртищево (ныне часть города Ртищево) Саратовской губернии. В 1951 году закончил Московский полиграфический институт, по специальности художник-график. Сотрудничал с ведущими издательствами страны: «Художественная литература», «Советский писатель», «Советская Россия», «Советский художник», «Молодая гвардия», «Московский рабочий», «Музыка», «Мысль». В. Максин оформлял книги русских и советских писателей, собрания сочинений, разрабатывал серии.
В 1960-х годах в издательстве «Юридическая литература» вышли книги «Антифашистское движение Сопротивления» (1962) и «Нюрнбергский процесс. Сборник материалов» в трёх томах (1965), оформленные художником. Вячеслав Владимирович сотрудничал так же с издательством «Музгиз». Здесь с его участием были изданы ответственные партитуры и клавиры М. Мусоргского «Хованщина», Полное собрание сочинений в 14 томах Д. Шостаковича и другие.
С 1955 года В. В. Максин участвовал во многих художественных выставках Всесоюзного и республиканского значений.
Особым пристрастием В. В. Максина было создание своего рисунка шрифта, он занимал лидирующее положение в этой области изобразительного искусства. Созданные шрифты Вячеслав Владимирович использовал в оформлении большинства изданий. Его успех был отмечен специалистами. В 1971 году на конкурсе шрифтов стран СЭВ в Дрездене ему был присуждён Диплом.
Умер В. В. Максин 2 мая 2007 года.